# Enco Malindi
Enco Malindi (Tirana, 15 gennaio 1988) è un ex calciatore albanese, di ruolo attaccante.

## Carriera

### Club
Il 1º gennaio 2008 viene acquistato a titolo definitivo dalla squadra bulgara dello Slavia Sofia per 80.000 euro. Dopo soli 6 mesi viene ceduto allo Spartak Varna per 50.000 euro.
Dopo essersi trasferito nel 2011 a parametro zero all'Akademik Sofia, il 22 luglio 2011 passa al Locarno.

### Nazionale
Ha giocato anche nell'Under-17, nell'Under-19 e nell'Under-21.

## Statistiche

### Presenze e reti nei club
Statistiche aggiornate al 13 ottobre 2016.
| Stagione                | Squadra                 | Campionato              | Campionato | Campionato | Coppe nazionali | Coppe nazionali | Coppe nazionali | Coppe continentali | Coppe continentali | Coppe continentali | Altre coppe | Altre coppe | Altre coppe | Totale | Totale |
| Stagione                | Squadra                 | Comp                    | Pres       | Reti       | Comp            | Pres            | Reti            | Comp               | Pres               | Reti               | Comp        | Pres        | Reti        | Pres   | Reti   |
| ----------------------- | ----------------------- | ----------------------- | ---------- | ---------- | --------------- | --------------- | --------------- | ------------------ | ------------------ | ------------------ | ----------- | ----------- | ----------- | ------ | ------ |
| 2005-2006               | Partizani Tirana        | KS                      | 0          | 0          | CA              | 0               | 0               | -                  | -                  | -                  | -           | -           | -           | 0      | 0      |
| 2006-2007               | Partizani Tirana        | KS                      | 11         | 2          | CA              | 0               | 0               | -                  | -                  | -                  | -           | -           | -           | 11     | 2      |
| 2007-gen. 2008          | Partizani Tirana        | KS                      | 17         | 0          | CA              | 1               | 1               | -                  | -                  | -                  | -           | -           | -           | 18     | 1      |
| Totale Partizani Tirana | Totale Partizani Tirana | Totale Partizani Tirana | 28         | 2          |                 | 1               | 1               |                    | -                  | -                  |             | -           | -           | 29     | 3      |
| gen.-giu. 2008          | Slavia Sofia            | A                       | 10         | 2          | CB              | 0               | 0               | -                  | -                  | -                  | -           | -           | -           | 10     | 2      |
| 2008-2009               | Spartak Varna           | A                       | 19         | 0          | CB              | 1               | 0               | -                  | -                  | -                  | -           | -           | -           | 20     | 0      |
| 2009-gen. 2010          | Tirana                  | KS                      | 6          | 0          | CA              | 1               | 0               | -                  | -                  | -                  | -           | -           | -           | 7      | 0      |
| gen.-giu. 2010          | Skënderbeu              | KS                      | 14         | 2          | CA              | 3               | 0               | -                  | -                  | -                  | -           | -           | -           | 17     | 2      |
| 2010-gen. 2011          | Tirana                  | KS                      | 4          | 1          | CA              | 3               | 2               | UEL                | 4                  | 0                  | -           | -           | -           | 11     | 3      |
| Totale Tirana           | Totale Tirana           | Totale Tirana           | 10         | 1          |                 | 4               | 2               |                    | 4                  | 0                  |             | -           | -           | 18     | 3      |
| gen.-giu. 2011          | Akademik Sofia          | A                       | 10         | 1          | CB              | 0               | 0               | -                  | -                  | -                  | -           | -           | -           | 10     | 1      |
| 2011-gen. 2012          | Locarno                 | CL                      | 11         | 1          | CS              | 2               | 0               | -                  | -                  | -                  | -           | -           | -           | 13     | 1      |
| gen.-giu. 2012          | Kamza                   | KS                      | 10+1       | 0          | CA              | 6               | 0               | -                  | -                  | -                  | -           | -           | -           | 17     | 0      |
| 2012-2013               | Kukësi                  | KS                      | 23         | 2          | CA              | 7               | 0               | -                  | -                  | -                  | -           | -           | -           | 30     | 2      |
| lug.-ago. 2013          | Kukësi                  | KS                      | 0          | 0          | CA              | 0               | 0               | UEL                | 7                  | 0                  | -           | -           | -           | 7      | 0      |
| Totale Kukësi           | Totale Kukësi           | Totale Kukësi           | 23         | 2          |                 | 7               | 0               |                    | 7                  | 0                  |             | -           | -           | 37     | 2      |
| 2013-2014               | Kastrioti               | KS                      | 22         | 3          | CA              | 3               | 2               | -                  | -                  | -                  | -           | -           | -           | 25     | 5      |
| 2014-2015               | Elbasani                | KS                      | 23         | 1          | CA              | 3               | 0               | -                  | -                  | -                  | -           | -           | -           | 26     | 1      |
| 2015-gen. 2016          | Tërbuni Pukë            | KS                      | 10         | 2          | CA              | 2               | 0               | -                  | -                  | -                  | -           | -           | -           | 12     | 2      |
| gen.-giu. 2016          | Laçi                    | KS                      | 10         | 0          | CA              | 2               | 0               | UEL                | -                  | -                  | SA          | -           | -           | 12     | 0      |
| 2016-gen. 2017          | Laçi                    | KS                      | 6          | 0          | CA              | 1               | 1               | -                  | -                  | -                  | -           | -           | -           | 7      | 1      |
| Totale Laçi             | Totale Laçi             | Totale Laçi             | 16         | 0          |                 | 3               | 1               |                    | -                  | -                  |             | -           | -           | 19     | 1      |
| Totale carriera         | Totale carriera         | Totale carriera         | 206+1      | 17+0       |                 | 35              | 6               |                    | 11                 | 0                  |             | -           | -           | 253    | 23     |